# Odontocline tercentenariae
Odontocline tercentenariae là một loài thực vật có hoa trong họ Cúc. Loài này được (Proctor) B.Nord. mô tả khoa học đầu tiên năm 1978.